# Мариничь (Молдова)
Мариничь (также Маринич; рум. Marinici, Маринич) — село в Ниспоренском районе Молдавии. Является административным центром коммуны Мариничь, включающей также село Хелештень.

## География
Село расположено на высоте 60 метров над уровнем моря.

## Население
По данным переписи населения 2004 года, в селе Мариничь проживает 2295 человек (1146 мужчин, 1149 женщин).
Этнический состав села:
| Национальность | Число жителей | Процентный состав |
| -------------- | ------------- | ----------------- |
| молдаване      | 2284          | 99.52             |
| русские        | 7             | 0.31              |
| румыны         | 2             | 0.09              |
| украинцы       | 1             | 0.04              |
| прочие         | 1             | 0.04              |
| Всего          | 2295          | 100%              |